# Гаджиево
Гаджи́ево (прежние названия: Скалистый, Мурманск-130, Ягельная Губа) — город в Мурманской области. Входит в городской округ ЗАТО Александровск. В городе расположена военно-морская база Северного Флота России.

## История
Первые береговые и жилые сооружения на берегу бухты Ягельная начали возводиться в июне 1956 года строительными подразделениями Северного флота. В августе в бухту Ягельная пришла на базирование первая подводная лодка — С-296 проекта 613 из 22-й БрПЛ.
Впервые в списках населённых пунктов Мурманской области как посёлок упоминается 15 мая 1957 года. До 1967 года посёлок именовался Ягельная Губа. 16 октября 1967 года получил название Гаджиево в память о Герое Советского Союза капитане 2 ранга Магомете Имадутдиновиче Гаджиеве, погибшем 12 мая 1942 года в бою на подводной лодке «К-23». 14 сентября 1981 года рабочий посёлок Гаджиево по Указу Президиума Верховного Совета РСФСР получил статус города закрытого типа с новым названием Скалистый, но в открытой переписке он именовался Мурманск-130. По распоряжению правительства России 16 января 1994 года название Скалистый стало официальным[прояснить].
Федеральным законом Российской Федерации от 25 февраля 1999 года город Скалистый вновь переименован в город Гаджиево.

## Население
| 1996    | 2000    | 2001    | 2002    | 2003    | 2005    | 2006    | 2007    | 2008    |
| ------- | ------- | ------- | ------- | ------- | ------- | ------- | ------- | ------- |
| 17 200  | ↘13 500 | ↘13 300 | ↘12 180 | ↗12 200 | ↗12 600 | →12 600 | ↘12 500 | ↗12 900 |
| 2009    | 2010    | 2011    | 2012    | 2013    | 2014    | 2015    | 2016    | 2017    |
| ↗13 075 | ↘11 068 | ↗11 106 | ↗11 350 | ↗11 651 | ↗11 793 | ↗12 251 | ↗12 532 | ↗12 904 |
| 2018    | 2019    | 2020    | 2021    | 2023    |         |         |         |         |
| ↗12 989 | ↗13 259 | ↘13 157 | ↘9297   | ↘9088   |         |         |         |         |

На 1 января 2025 года по численности населения город находился на 931-м месте из 1124 городов Российской Федерации.
Гендерный состав
По данным Всероссийской переписи населения 2010 года, 53,7 % мужчин и 46,3 % женщин.

## Муниципальное образование
Город Гаджиево являлся центром ЗАТО Скалистый, включавшего, помимо города Гаджиево, 3 посёлка:
- посёлок Оленья Губа,
- посёлок Кувшинская Салма,
- посёлок Сайда Губа[25].

В 2008 году ЗАТО Скалистый вошёл в состав ЗАТО Александровск как территориальный округ Гаджиево.

## Средства массовой информации

### Телевидение
Телевизионное и радиовещание в г. Гаджиево обеспечивается эфирными и кабельными операторами. Эфирное телевизионное вещание осуществляет филиал РТРС «Мурманский ОРТПЦ». В общественном доступе находятся пакеты эфирного цифрового телевидения (мультиплексы) РТРС-1 и РТРС-2. Региональные врезки ГТРК Мурман выходят в цифровом пакете РТРС-1 на каналах Россия 1, Россия 24 и Радио России, региональные врезки ТВ-21+ на канале ОТР. Телевизионный передающий центр в городе отсутствует, охват цифровым эфирным телевизионным вещанием города обеспечивает объект ЦНТВ «Снежногорск» на 21 ТВК (РТРС-1) и 31 ТВК (РТРС-2). В отдельных районах города расположенных на возвышенностях возможен приём с объектов ЦНТВ «Мурманск» и «Североморск» (23 и 44 ТВК).
Вещание в кабельных сетях осуществляют операторы: Ростелеком, ООО «Сатурн-Сервис».

## Топографические карты
- Лист карты R-36-XXVII,XXVIII Мурманск. Масштаб: 1 : 200 000.
- Лист карты R-36-В,Г Кольский полуостров (северо-западная часть). Масштаб: 1 : 500 000. Состояние местности на 1967-1980 год.